# Microdebilissa furva
Microdebilissa furva là một loài bọ cánh cứng trong họ Cerambycidae.